# 三笑亭芝雀
三笑亭 芝雀（さんしょうてい しばじゃく、本名・阿部 常吉）は、音曲師。
東京の4代目春風亭柳枝門下で春風亭小柳三。1900年、京都の幾代亭に出勤。小柳三から三笑亭芝雀に改名。その後東京に帰り、4代目春風亭枝雀から1908年5月に雀家翫之助で真打。しかし再び上方に下り、同年7月から円頂派に加入。解散後は三友派に加わり再び芝雀で高座に出ていた模様。のち寿々女会に参加した後、神戸の圓一座に加わり、橘ノかほると名乗り神戸に居座る。その後、徳島で初音家与二郎と名乗って幇間をしていたが、東京の睦会に呼ばれて翫之助で、東京の舞台に立つ。音曲が売物で、1945年（昭和20年）頃まで生存が確認されている。